# جان بيار دومون
جان بيار دومون هو لاعب هوكي الجليد كندي، ولد في 1 أبريل 1978 في مونتريال في كندا.

## وصلات خارجية
- جان بيار دومون على موقع دوري الهوكي الوطني (الإنجليزية)
- جان بيار دومون على موقع EliteProspects.com (الإنجليزية)
- جان بيار دومون على موقع HockeyDB.com (الإنجليزية)
- جان بيار دومون على موقع Hockey-Reference.com (الإنجليزية)